# Ezri Konsa
Ezri Konsa Ngoyo, född 23 oktober 1997, är en engelsk fotbollsspelare som spelar för Aston Villa.

## Klubbkarriär
Den 11 juli 2019 värvades Konsa av Aston Villa. Konsa gjorde sin Premier League-debut den 5 oktober 2019 i en 5–1-vinst över Norwich City, där han blev inbytt i den 75:e minuten mot Björn Engels.

## Landslagskarriär
Konsa debuterade för Englands landslag den 23 mars 2024 i en 1–0-förlust mot Brasilien.